# 24353 Patrickhsu
24353 Patrickhsu este un asteroid din centura principală de asteroizi.

## Descriere
24353 Patrickhsu este un asteroid din centura principală de asteroizi. A fost descoperit pe 5 ianuarie 2000 la Socorro, New Mexico, în cadrul proiectului LINEAR. Asteroidul prezintă o orbită caracterizată de o semiaxă mare de 3,08 ua, o excentricitate de 0,09 și o înclinație de 9,2° în raport cu ecliptica.